# 23325 Arroyo
23325 Arroyo là một tiểu hành tinh vành đai chính với chu kỳ quỹ đạo là 1318.0480762 ngày (3.61 năm).
Nó được phát hiện ngày 20 tháng 1 năm 2001.